# Stade Kiriat Eliezer
Pour les articles homonymes, voir Éliézer.
 (avril 2025).
Si vous disposez d'ouvrages ou d'articles de référence ou si vous connaissez des sites web de qualité traitant du thème abordé ici, merci de compléter l'article en donnant les références utiles à sa vérifiabilité et en les liant à la section « Notes et références ».
Le stade Kiriat Eliezer (en hébreu : אצטדיון קריית אליעזר), aussi nommé stade municipal d'Haïfa (en hébreu : אצטדיון העירוני חיפה), est un ancien stade de football israélien situé dans le quartier de Kiriat Eliezer à Haïfa. C'était le stade des clubs du Maccabi Haïfa et de l'Hapoël Haïfa. Depuis 2014, il est remplacé par le stade Sammy Ofer.

## Histoire
Avant les deux clubs jouaient au stade Kiriat Haïm dans la banlieue d'Haïfa.
Il fut construit sur un terrain donné par l'Union italienne du travail en 1955. Le stade fut inauguré le 24 septembre 1955, lors d'un derby de la ville opposant le Maccabi Haïfa à l'Hapoël Haïfa (victoire 4-1 du Maccabi). 
Le stade ne répond pas aux normes les plus élevées de l'UEFA obligeant les clubs d'Haïfa joue leurs matches européens dans la région de Tel-Aviv pour des raisons de sécurité.
Kiriat Eliezer est le seul stade en Israël à être équipé avec des portes électroniques dans un effort pour freiner la vente de billets contrefaits. Seule la section A du stade est couvert par un toit.
Depuis mars 2014, le Maccabi Haïfa et l'Hapoël Haïfa évoluent dans un nouveau stade, le stade Sammy Ofer.